# Bullshit!
Pour les articles homonymes, voir Bullshit (homonymie).
Bullshit! (nommé aussi : Penn and Teller: Bullshit!, Penn and Teller: BS) est une émission de télévision américaine diffusée entre 2003 et 2010, animée par le duo de prestidigitateurs Penn et Teller.

## Présentation
Dans l'émission d'une quarantaine de minutes, le duo aborde différents sujets controversés sous l'angle du scepticisme scientifique et du libertarianisme. L'émission ne possède pas de traduction française mais possède une version proche en Grande-Bretagne.
C'est en mémoire d'Harry Houdini qu'ils décidèrent de lancer cette série d'émissions[réf. nécessaire], dont le but est de dénoncer toutes les « bullshits », qui signifie « conneries ».
Le nom de l'émission contient l'un des sept mots interdits sur les chaînes de télévision et de radio nationales américaines. Elle ne peut donc être diffusée que sur une chaîne câblée. L'émission est souvent nommée de manière indirecte, par exemple, « BS », « Bulls Hit », « B-word ».  Lors de l'émission numéro 23, Profanity (« Les gros mots »), qui « dénonce l'hystérie autour des insultes », Penn ne prononce aucun mot injurieux, même pas le nom de l'émission.

## Épisodes
Bullshit! est constitué de 89 épisodes qui s'échelonnent sur huit saisons de 2003 et 2010. La première émission plus particulièrement est en hommage à Houdini, puisque celui-ci a passé la fin de sa vie à dénoncer les médiums qui parlaient soi-disant aux morts.

## Format
Les émissions durent trente minutes. Trois reportages sont présentés en parallèle. Des séquences de chaque reportage sont présentés à tour de rôles. Entre chaque passage d'un reportage à un autre, Penn et Teller font une petite séquence humoristique. Penn fait un commentaire sur ce qui vient de se passer.
Penn et Teller utilisent souvent des mots injurieux comme bullshit (connerie), ass-hole (trou du cul). Dans une interview, ils ont dit préférer ces mots injurieux qui relèvent de la liberté d'expression, que des mots tels que « mensonge », « arnaque » ou « escroc », qui auraient donné l'occasion aux personnes insultées de porter plainte pour calomnie.

## Réception et critiques
L'argumentaire présenté dans l'émission est souvent biaisé et a plus de valeur humoristique que de valeur scientifique. Chaque épisode aborde le sujet d'une manière simpliste et un peu caricaturale : en mettant en oppositions flagrante deux parties. Habituellement des scientifiques contre les croyants ou partisans de certaines pratiques. Penn et Teller n'ont pas de prétentions à la scientificité et ils ne se cachent pas d'avoir d'avance une opinion tranchée sur les sujets qu'ils présentent. L'impact est par contre bien réel: la chimiste Yvette d'Entremont indique avoir changé d'opinion au sujet des organismes génétiquement modifiés à la suite du visionnement de l'épisode sur le sujet.
Les commentaires de Penn sont souvent rajoutés en voix-off par-dessus l'interview, ce qui ne donne aucune chance à l'interviewé de répondre ou de contre-argumenter. 
Certaines émissions ont des sujets plus politiques que sceptiques. Les opinions et prises de positions des animateurs, Penn et Teller, réfèrent à un avis politique libertarien. C'est-à-dire que, par principe, ils s'accordent à une conception de la liberté individuelle qui implique que nul ne doit interférer au droit d'un individu à disposer de sa personne, de sa vie et de sa propriété. En particulier, selon eux, personne ne devrait dire comment vivre sa sexualité, fumer, se droguer et tout autre comportement relève du libre arbitre, et les impôts sont une charge inutile.

### Émission sur le tabagisme passif
Après le cinquième épisode de la première saison, Second Hand Smoke (Fumeur passif), ils admettent s'être fait abuser par de faux rapports scientifiques de l'industrie du tabac. Mais ils ne changèrent pas leur point de vue, selon lequel il ne devrait pas être interdit de fumer dans les lieux publics.
Il leur a été aussi reproché d'utiliser de fausses données scientifiques provenant du lobbying concernant la nourriture bio, le réchauffement climatique et le recyclage. Ils ont globalement un positionnement anti-vert[réf. nécessaire].
Sur les DVD de la septième saison, la dixième émission qui parle du Vatican n'est pas présente, quand bien même la jaquette proclame « La saison complète »,.

## Fin de l'émission
Penn a annoncé que Bullshit! était fini et qu'ils participeraient à une nouvelle émission sur une autre chaîne : Penn and Teller: Secrets of the Universe sur Discovery Channel,, cependant, le nom de l'émission a changé pour devenir Penn and Teller: Tell a Lie.